# Nurse With Wound
Nurse With Wound, ou NWW, est un groupe (ou one man band) britannique de musique industrielle, originaire de Londres, en Angleterre. Il a pour seul membre permanent Steven Stapleton, et est à l'origine un groupe formé en 1978 par Stapleton, John Fothergill et Heman Pathak.

## Histoire
En 2005, après 21 ans d'absence, Nurse with Wound recommence à faire des concerts. Stapleton, Potter, Waldron, Rogerson et Andrew Liles joueront trois fois au Narrenturm à Vienne, où ils feront des improvisations à partir de l'album Salt Marie Celeste. Ces concerts ne sont toutefois pas listés comme des apparitions de NWW. La première apparition officielle depuis 1984 est celle du Great American Music Hall en juin 2006, à San Francisco. En décembre de la même année, le groupe joue au festival All Tomorrow's Parties (ATP), à l'invitation de Thurston Moore, son curateur cette année-là. Au cours de 2007, Stapleton seul en DJ sets ou sous le nom de NWW fait des concerts avec plus de régularité, notamment en Autriche, Belgique, France, Espagne, Angleterre, Russie, Allemagne et Italie.
Une collaboration avec le groupe de krautrock Faust est éditée en 2007. Un nouvel album de NWW intitulé Huffin' Rag Blues, avant tout une collaboration avec l'artiste britannique Andrew Liles, sort en 2008 accompagné d'un mini-LP, The Bacteria Magnet. Un disque bonus de l'album ØØ Void de Sunn O))), sous le titre The Iron Soul of Nothing, est donné avec l'édition limitée de la réédition de l'album épuisé The Man with the Woman Face. Leur dernier album sort en CD et en triple CD limité sous le nom The Surveillance Lounge / The Memory Surface en 2009. Cette même année, un autre album, Paranoia in Hi-Fi, est annoncé, mais sans date de sortie ni label.

## Style musical
Le style musical de NWW est qualifié de musique industrielle bien que le groupe rejette cette étiquette.
NWW a coopéré avec Whitehouse, J. G. Thirlwell de Fœtus, Hirsche Nicht Aufs Sofa, Sol Invictus, Coil, Organum, Stereolab, Jim O'Rourke et bien d'autres (liste plus complète ci-dessous). Leur musique est influencée par le krautrock, l'ambient et l'easy listening. Le style est très variable et imprévisible d'un album à l'autre. L'artwork des albums est faite par Stapleton lui-même.

## Membres
Bien que Stapleton soit le seul membre actif permanent du groupe, celui-ci a une longue liste de collaborateurs : 
John Fothergill, Heman Pathak, Rose McDowall, Diana Rogerson, Clint Ruin, Roman Jugg, Chris Wallis, Ruby Wallis, Andrew Cox, Barry McCarus, Brian Williams, Chris Furse, Christine Glover, Darren Kingaby, David Elliott, David Kenny, Dorothea Bendik, Edward Ka-Spel des The Legendary Pink Dots, Fiona Anne Burr, Flora McCrindell, Geoff Cox, Glenn Michael Wallis, Graeme Revell, Hapunkt Fix, Iva Morgan, John Murphy, John Orr, Jonathan Stone, Karl Blake, Laura Calland, Lisa Donnan, Marc Monin, Margaret Evers, Marlene, Mary Dowd, Nikki, Paul Donnan, Paul Hurst, Peter McGee, Ritva Ross, Robbie Sylvester, Ross Canon, Sinan Leong, Stephen Holmes, Tathata Wallis, Tracy Roberts, Trevor Reidy, Wilf Harris, Peat Bog, Bradford Steer, Konori Suzuki, Alan Trench, Clive Graham, Laetitia Sadier, Mary Hansen, Sean O'Hagan, Tim Gane, David Kenny, Steve Mack, Anita Plank, Werner Funk, James Rhodes, Joolie Wood, Jac Berrocal, Jim Haynes, Sarah Dawson, Dizzy, Michael Cashmore, Blind Dave Andrews, Taut Nishizato, Scara Nishizato, Suzi Firenza, Petr Vastl, Amantine Dahan Steiner, Isabelle Gaborit, Alice Potter, Hansi Fischer, Tim Belbe, Ossian Brown, Stephen Thrower, Sarah Fuller, James George Thirlwell de Foetus, Tony Wakeford, David Jackman de Organum, Andrew McKenzie du Hafler Trio, Jim O'Rourke, Christoph Heemann, William Bennett de Whitehouse, Robert Haigh, Annie Anxiety, John Balance, et de façon plus régulière, David Tibet de Current 93.
À ce jour[Quand ?], NWW est formé de Stapleton, Andrew Liles, Matt Waldron de irr. app. (ext.) et Colin Potter, ce dernier ayant collaboré pour la première fois avec NWW en 1992 sur Thunder Perfect Mind, lorsqu'il fut enregistré au studio de Potter, ICR. Il est apparu sur pratiquement toutes les sorties de NWW depuis lors.

## Discographie notable
(Albums publiés sur United Dairies sauf indication contraire)
- 1979 : Chance Meeting on a Dissecting Table of a Sewing Machine and an Umbrella (réédition anniversaire avec des nouveaux titres chez World Serpent/United Dairies en 2001)
- 1980 : To the Quiet Men from a Tiny Girl
- 1980 : Merzbild Schwet
- 1981 : Insect and Individual Silenced
- 1981 : The 150 Murderous Passions (avec Whitehouse)
- 1982 : Homotopy to Marie (réédition augmentée en double album chez Rotorelief en 2018)
- 1984 : Gyllenköld, Geijerstam and I at Rydberg's (réédition augmentée en double album chez Rotorelief en 2020)
- 1984 : Brained By Falling Masonry
- 1986 : Spiral Insana (sur Torso, réédité par United Dairies en 1997) (réédition augmentée en double album chez Rotorelief en 2016)
- 1988 : Alas the Madonna Does Not Function (12" EP)
- 1988 : Soliloquy For Lilith (coffret 3 LP sur Idle Hole, réédité en 2 CD par United Dairies en 1993, en 3 CD en 2003 et de nouveau en 3 CD par United Jnana en 2005)
- 1988 : The Sylvie and Babs Hi-Fi Companion (Laylah, réédité par United Dairies en 1995)
- 1989 : Soliloquy for Lilith (Parts 5 and 6)
- 1991 : Bar Maldoror (sur United Dairies, réédition étendue par United Jnana en 2014) (réédition augmentée en double chez Rotorelief en 2023)
- 1992 : Thunder Perfect Mind (avec Rose McDowall, David Tibet et John Balance)
- 1993 : Crumb Duck (avec Stereolab) (Clawfist, édition limitée à 1 450 exemplaires, réédition étendue par United Dairies en 1997)
- 1994 : Rock'n Roll Station
- 1996 : Who Can I Turn to Stereo
- 1997 : Acts of Senseless Beauty (avec Aranos)
- 1997 : Simple Headphone Mind (avec Stereolab, sur Duophonic)
- 1999 : An Awkward Pause
- 1999 : The Swinging Reflective : Favourite Moments of Mutual Ecstasy (collaborations de 1980-1999)
- 2000 : Alice the Goon (Second Edition) (réédition avec une piste bonus d'une édition limitée à 500 vinyles de 1996)
- 2001 : Funeral Music for Perez Prado (compilation incluant des versions étendues de pistes déjà éditée antérieurement)
- 2002 : Man with the Woman Face
- 2003 : Salt Marie Celeste
- 2003 : She and Me Fall Together in Free Death (Beta-lactam Ring Records)
- 2003 : The Musty Odour of Pierced Rectums (Beta-lactam Ring Records - édition limitée)
- 2003 : Chance Meeting of a Defective Tape Machine and a Migraine (remixes)
- 2004 : Angry Eelectric Finger (5 éditions - chaque disque en collaboration avec Jim O'Rourke, Cyclobe et irr. app. (ext.), édition vinyle uniquement + un disque chez United Dairies, autres éditions chez Beta-lactam Ring Records)
- 2004 : Shipwreck Radio Volume One (ICR - édition spéciale avec un disque supplémentaire Lofoten Deadhead)
- 2005 : Echo Poeme Sequence No. 2 (United Jnana)
- 2005 : Shipwreck Radio Volume Two (ICR - édition spéciale avec un disque supplémentaire Gulls Just Wanna Have Fun)
- 2006 : Soundpooling (ICR - édition spéciale avec un disque supplémentaire A Hand Job for the Laughing Policeman)
- 2006 : Stereo Wastelands (Beta-lactam Ring Records - édition limitée de 500 CD rassemblant des remixes indédits de Who Can I Turn to Stereo?)
- 2006 : Rat Tapes One, sous-titré An Accumulation of Discarded Musical Vermin 1983-2006
- 2006 : Shipwreck Radio : The Final Broadcasts (ICR)
- 2007 : Disconnected (avec Faust)
- 2008 : The Iron Soul of Nothing (avec Sunn O))))
- 2009 : The Surveillance Lounge / The Memory Surface (United Dirter)
- 2013 : Chromanatron (Rotorelief)
- 2014 : Lea-Tanttaaria, Great-God-Father-Nieces + Courte autobiographie d'Adolf Wölfli (Lenka lente)
- 2016 : Dark Fat
- 2017 : Sombrero Fallout
- 2018 : Nerve Junction